# Giovanni Acanfora
Pour les articles homonymes, voir Acanfora.
Giovanni Acanfora (Castellammare di Stabia, 7 avril 1884 - 8 mars 1976) est un homme politique italien.

## Biographie
Il est directeur général de la Banque d'Italie (Banca d'Italia) du 22 mai 1940 au 26 juillet 1943, sous le gouverneur Vincenzo Azzolini. Il est ensuite ministre du commerce et de la monnaie dans le premier gouvernement Badoglio.
Le 19 juillet 1910, il est initié à la franc-maçonnerie dans la loge Manfredi de Bénévent.
Recherché par les républicains de Salò, il réussit à éviter la capture.